# Loxosceles nahuana
Espèce
Loxosceles nahuana est une espèce d'araignées aranéomorphes de la famille des Sicariidae.

## Distribution
Cette espèce est endémique d'Hidalgo au Mexique. 

## Description
Le mâle décrit par Gertsch et Ennik en 1983 mesure 5,7 mm et la femelle 7,5 mm.

## Publication originale
- Gertsch, 1958 : The spider genus Loxosceles in North America, Central America, and the West Indies. American Museum novitates, no 1907, p. 1-46 (texte intégral).